# Steve Wacholz
Steve Wacholz (White Plains, 5 novembre 1962) è un batterista statunitense.
Soprannominato Dr.Killdrums, è stato componente dei Savatage e dei Crimson Glory. È attualmente impegnato in un nuovo progetto chiamato Reverence.

## Discografia

### Con i Savatage
- Sirens (1983)
- The Dungeons Are Calling (1984)
- Power of the Night (1985)
- Fight for the Rock (1986)
- Hall of the Mountain King (1987)
- Gutter Ballet (1989)
- Streets: A Rock Opera (1991)
- Edge of Thorns (1993)